# Новодолинка
Новодоли́нка (до 1945 года Ней-Либента́ль; укр. Новодолинка, крымскотат. Ney Libental, Ней Либенталь) — село в Красногвардейском районе Республики Крым, входит в состав Новопокровского сельского поселения (согласно административно-территориальному делению Украины — Новопокровского сельского совета Автономной Республики Крым).

## Население
| 2001 | 2014 |
| ---- | ---- |
| 18   | ↘13  |

### Динамика численности
| - 1889 год — 53 чел. - 1892 год — 49 чел. - 1900 год — 67 чел. - 1905 год — 138 чел. - 1915 год —104/16 чел. | - 1926 год — 162 чел. - 1989 год — 37 чел. - 2001 год — 18 чел. - 2009 год — 17 чел. - 2014 год — 13 чел. |

## Современное состояние
На 2017 год в Новодолинке числится 1 улица — Советская; на 2009 год, по данным сельсовета, село занимало площадь 167,3 гектара на которой, в 13 дворах, проживало 17 человек. Село связано автобусным сообщением с райцентром и соседними населёнными пунктами.

## География
Новодолинка — село на востоке района, в степном Крыму, по правому берегу Салгира в нижнем течении, у границы с Нижнегорским районом, высота центра села над уровнем моря — 36 м. Соседние сёла: Проточное в 1,8 км на юго-запад, Красная Долина в 0,7 км на север и Коренное Нижнегорского района в 0,6 км на северо-восток. Расстояние до райцентра — около 26 километров (по шоссе), там же ближайшая железнодорожная станция — Урожайная. Транспортное сообщение осуществляется по региональным автодорогам 35Н-225 от шоссе 35К-014 Красногвардейское — Нижнегорский, протяжённость 4,9 км и 35Н-235 Новопокровка — Новодолинка (по украинской классификации — С-0-10614 и С-0-10624).

## История
Селение Ней-Либенталь основано крымскими немцами лютеранами на территории Зуйской волости Симферопольского уезда, на правом берегу Салгира в 1886 году. В «Памятной книге Таврической губернии 1889 года» по результатам Х ревизии 1887 года записан Нейлибенталь, как ещё не приписанный к волости, с 9 дворами и 53 жителями. В дальнейшем в дореволюционных источниках применялось название Новоселье.
После земской реформы 1890 года, деревню отнесли к новой Табулдинской волости. Согласно «…Памятной книжке Таврической губернии на 1892 год», в деревне Новоселье, входившей в Новосельское сельское общество, числилось 49 жителей в 9 домохозяйствах, владевших 1512 десятинами земли. По «…Памятной книжке Таврической губернии на 1900 год» в деревне числилось 67 жителей в 11 дворах, в 1905 году в деревне было 138 жителей. По Статистическому справочнику Таврической губернии. Ч.II-я. Статистический очерк, выпуск шестой Симферопольский уезд, 1915 год, в деревне Новоселье Табулдинской волости Симферопольского уезда числилось 17 дворов с немецким населением в количестве 104 человек приписных жителей и 16 — «посторонних», из которых 50 мужчин и 70 женщин. Жители владели 1734 десятинами удобной земли. В хозяйствах имелось 168 лошадей, 172 вола, 85 коров и 490 голов мелкого скота.
После установления в Крыму Советской власти и учреждения 18 октября 1921 года Крымской АССР, в составе Феодосийского уезда был образован Сейтлерский район, в состав которого включили село. В 1922 году уезды получили название округов. 11 октября 1923 года, согласно постановлению ВЦИК, в административное деление Крымской АССР были внесены изменения, в результате которых был ликвидирован Сейтлерский район и село включили в состав Феодосийского. Согласно Списку населённых пунктов Крымской АССР по Всесоюзной переписи 17 декабря 1926 года, в селе Новоселье, центре Новосельского сельсовета Феодосийского района, числилось 33 двора, из них 30 крестьянских, население составляло 162 человека, из них 145 немцев, 10 русских, 6 украинцев, 1 записан в графе «прочие», действовала немецкая школа I ступени (пятилетка). Постановлением ВЦИК «О реорганизации сети районов Крымской АССР» от 30 октября 1930 года, был создан Биюк-Онларский район, как национальный (лишённый статуса национального постановлением Оргбюро ЦК КПСС от 20 февраля 1939 года) немецкий и село, вместе с сельсоветом, включили в его состав, видимо, тогда же вернули прежнее название Ней-Либенталь. Постановлением Президиума КрымЦИКа «Об образовании новой административной территориальной сети Крымской АССР» от 26 января 1935 года был создан немецкий национальный Тельманский район (с 14 декабря 1944 года — Красногвардейский) и село включили в его состав. Вскоре после начала Великой Отечественной войны, 18 августа 1941 года крымские немцы были выселены, сначала в Ставропольский край, а затем в Сибирь и северный Казахстан.
После освобождения Крыма от фашистов, 12 августа 1944 года было принято постановление № ГОКО-6372с «О переселении колхозников в районы Крыма» по которому в район из областей Украины и России переселялись семьи колхозников, а в начале 1950-х годов последовала вторая волна переселенцев из различных областей Украины. Указом Президиума Верховного Совета РСФСР от 21 августа 1945 года Ней-Либенталь был переименован в Ново-Долиновку и Ней-Либентальский сельсовет — в Новодолинский. С 25 июня 1946 года Ново-Долиновка в составе Крымской области РСФСР, а 26 апреля 1954 года Крымская область была передана из состава РСФСР в состав УССР. В 1950-х годах сельсовет упразднили и село включили в состав Новопокровского (на 15 июня 1960 года село уже числилось в его составе). Время трансформации названия из Ново-Долиновки в Новодолинку пока не установлено — в справочнике «Крымская область. Административно-территориальное деление на 1 января 1968 года» фигурирует уже современный вариант. По данным переписи 1989 года в селе проживало 37 человек. С 12 февраля 1991 года село в восстановленной Крымской АССР, 26 февраля 1992 года переименованной в Автономную Республику Крым. С 21 марта 2014 года в составе Крыма аннексирована Россией.